# Placa de Nasca

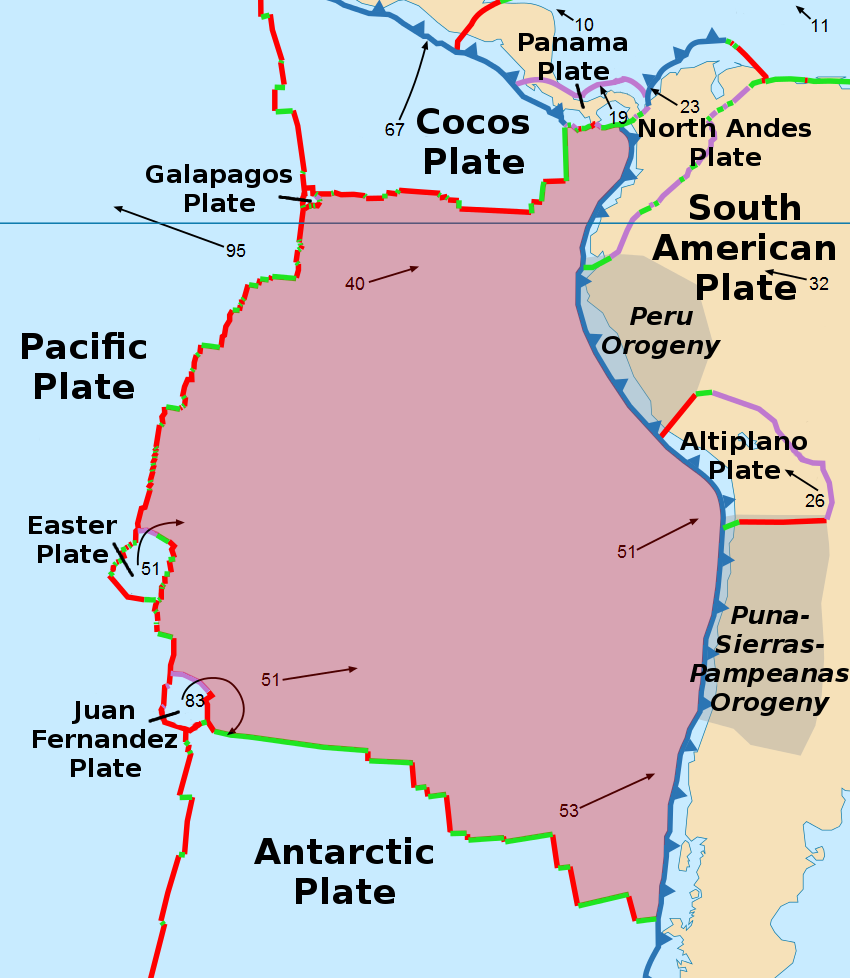
Placa de Nasca

A Placa de Nasca (Nazca) é uma placa tectônica situada à oeste da América do Sul, ao lado dos Andes. Estes próprios formaram-se quando ocorreu um choque entre Nasca e a Placa Sul-americana. Tem uma área de 15,6 milhões de quilômetros quadrados.
O nome Nasca vem da cidade inca. O seu choque com a Placa Sul-Americana originou a Cordilheira dos Andes.